# Talmo
Talmo es un pueblo ubicado en el condado de Jackson en el estado estadounidense de Georgia. En el censo de 2000, su población era de 477.

## Demografía
En el 2000 la renta per cápita promedia del hogar era de $30,750, y el ingreso promedio para una familia era de $31,442. El ingreso per cápita para la localidad era de $14,256. Los hombres tenían un ingreso per cápita de $20,938 contra $15,000 para las mujeres.

## Geografía
Talmo se encuentra ubicado en las coordenadas 34°11′15″N 83°42′59″O / 34.18750, -83.71639 (34.187587, -83.716387).
Según la Oficina del Censo, la localidad tiene un área total de 4,5 km² (1,7 mi²), de la cual 4,5 km² (1,7 mi²) es tierra y 0 km² (0 mi²) (0.00%) es agua.